# 21710 Найджевен
21710 Найджевен (21710 Nijhawan) — астероїд головного поясу, відкритий 7 вересня 1999 року.
Тіссеранів параметр щодо Юпітера — 3,329.